# THE HIT PARADE (PUFFYのアルバム)
『THE HIT PARADE』（ザ・ヒット・パレード）は、PUFFYのカバーアルバム。2002年2月20日発売。発売元はエピックレコードジャパン。

## 解説
PUFFY初のカバーアルバム。フルアルバムとしては『SPIKE』以来、約1年4か月ぶりとなる。
ジャケットの顔写真は亜美と由美の顔を合成した、通称「亜由美ちゃん」。

## 収録曲
（全編曲：奥田民生）
1. IMAGE DOWN [3:07]
オリジナル：BOØWY
作詞：氷室京介 作曲：布袋寅泰
2. ハリケーン [2:53]
オリジナル：シャネルズ
作詞：湯川れい子 作曲：井上大輔
  - 先行シングル。
3. 愛が止まらない 〜Turn It Into Love〜 [5:00]
オリジナル：Wink
作詞・作曲：Mike Stock・Matt Aitken・Pete Waterman 日本語歌詞：及川眠子
  - シングル「青い涙」カップリング。
4. チェリー [4:40]
オリジナル：スピッツ
作詞・作曲：草野正宗
5. ハイティーン・ブギ [3:00]
オリジナル：近藤真彦
作詞：松本隆 作曲：山下達郎
6. 哀愁でいと (NEW YORK CITY NIGHTS) [3:27]
オリジナル：田原俊彦
作詞・作曲：Andrew J. Di Taranto Guy Hemric 日本語歌詞：小林和子
7. 青い涙 [2:39]
オリジナル：三田二郎
作詞・作曲：三田二郎
  - 先行シングル。
8. 人にやさしく [4:00]
オリジナル：THE BLUE HEARTS
作詞・作曲：甲本ヒロト
9. 嘲笑 [3:23]
オリジナル：ビートたけし
作詞：ビートたけし 作曲：玉置浩二
10. カッコマン・ブギ [2:39]
オリジナル：ダウン・タウン・ブギウギ・バンド
作詞：奥山恍伸 作曲：宇崎竜童

## 参加ミュージシャン
- PUFFY - ボーカル、ヴォコーダー (#6)
- 大貫亜美 - ボーカル (#6)、フィンガースナップ (#5)
- 吉村由美 - ボーカル (#5)
- 奥田民生 - ギター、コーラス (#2.3.4.5.7)、フィンガースナップ (#5)
- 長田進 - ギター、コーラス (#2)、フィンガースナップ (#5)
- 古田たかし - ドラムス (#1-8.10)
- 根岸孝旨 - ベース (#1-8.10)、コーラス (#8)
- 斎藤有太 - キーボード (#1-8.10)、ヴィブラフォン (#3)、ピアニカ (#9)、コーラス (#2)
- 山本拓夫 - テナーサックス (#3)
- 西村浩二 - トランペット (#3)
- 山口智充 (DonDokoDon) - ゲストボーカル (#10)
- 山岸ケン、登石俊和：コーラス (#1.8)
- 宮島哲博：フィンガースナップ (#5)